# Gonzalo Díaz (futbolista)
Gonzalo Orlando Díaz Nachar (Godoy Cruz, Mendoza; 1 de marzo de 1990) es un futbolista argentino que se desempeña como medio ofensivo y actualmente se encuentra en Defensa y Justicia.

## Carrera
Díaz comenzó su carrera en Godoy Cruz en 2008, pero al no tener lugar en el plantel fue cedido a distintos clubes de Argentina como Sportivo del Bono, Luján de Cuyo, Lanús, Instituto, Racing (C) y Unión (S). En el año 2012 Defensa y Justicia compra su pase para afrontar el Campeonato de Primera B Nacional 2012-13 donde demuestra un gran rendimiento lo cual genera que su antiguo club Godoy Cruz compre su pase, demostrando nuevamente un gran rendimiento y siendo crucial para la salvación del descenso del club mendocino. Es por ello que en el año 2014 el América de México compra su pase. Con el América solo llega a disputar 11 partidos y marca un gol, esa temporada se consagra campeón de la Concacaf Liga Campeones 2014-15.

## Clubes
| Club               | País      | Año         |
| ------------------ | --------- | ----------- |
| Godoy Cruz         | Argentina | 2008        |
| Sportivo del Bono  | Argentina | 2008        |
| Luján de Cuyo      | Argentina | 2009        |
| Lanús              | Argentina | 2009        |
| Instituto Córdoba  | Argentina | 2010        |
| Godoy Cruz         | Argentina | 2010        |
| Racing de Córdoba  | Argentina | 2011        |
| Union de Sunchales | Argentina | 2011-2012   |
| Defensa y Justicia | Argentina | 2012-2013   |
| Godoy Cruz         | Argentina | 2014        |
| América            | México    | 2014 - 2015 |
| Godoy Cruz         | Argentina | 2015        |
| Tijuana            | México    | 2016        |
| Vélez Sarsfield    | Argentina | 2016 - 2017 |
| Defensa y Justicia | Argentina | 2017        |

## Palmarés

### Campeonatos nacionales
| Título  | Club         | País   | Año  |
| ------- | ------------ | ------ | ---- |
| Liga MX | Club América | México | 2014 |

### Campeonatos internacionales
| Título                  | Club    | Lugar           | Edición |
| ----------------------- | ------- | --------------- | ------- |
| Concacaf Liga Campeones | América | México · Canadá | 2014-15 |